# Jaydon Banel
Jaydon Amauri Banel (* 19. Oktober 2004) ist ein niederländisch-surinamischer Fußballspieler, der aktuell beim FC Burnley spielt.

## Karriere
Banel begann seine fußballerische Ausbildung bei der AVV Zeeburgia, ehe er 2012 in die berühmte Jugendakademie von Ajax Amsterdam wechselte. In der Saison 2019/20 absolvierte er im Alter von 15 Jahren die ersten Spiele für die B-Junioren (U17). Auch in der Saison 2019/20 war er noch dort aktiv und erzielte zudem die ersten Tore. In der Folgesaison avancierte er in das U18/U19-Team und spielte und traf dort unter anderem in der UEFA Youth League. Bei seinem Profidebüt für die Jong Ajax gab er direkt seine erste Vorlage und verhalf seinem Team so zu einem 2:1-Sieg über den FC Den Bosch.
Im Februar 2025 wechselte Banel zum FC Burnley.